# 悪口
悪口（わるくち、わるぐち）とは、他人のことを悪くいうこと、貶すこと、悪態をつくこと。古語の悪口（あっこう）は、言葉によって他人の名誉などを傷つける行為、もしくはそれによって成立する犯罪で、中世の日本では規制された。

## 中世の日本の悪口
「悪口」は口頭言語によって行われるため、録音技術が存在せず文献資料に依拠せざるを得ない前近代における悪口の実態を把握するのは困難である。数少ない手がかりになるのは、「悪口の咎(あっこうのとが)」すなわち悪口が犯罪として扱われた場合などである。
武家社会においては、名誉が貴ばれ、些細な悪口が闘争のきっかけになったことから、武家法において悪口は規制の対象になった。鎌倉幕府が定めた『御成敗式目』第12条には重大な悪口には流罪、軽微なものには召籠、裁判において悪口を述べた者は敗訴とされている。
悪口の内容として現存する文献資料から知ることができるものとしては、例えば、乞食・下人のように事実に反して相手の身分を社会的に下賤とされた身分であると主張するなど相手の身分に関すること、盲目など相手の身体的な欠陥に関すること、近親相姦や未亡人が亡夫の菩提を弔わないなどの相手またはその親族の名誉に関すること、などがあげられている。
その一方で、合戦においては意図的に敵の悪口を言いあう詞戦（ことばたたかい）と呼ばれる作法の存在、民間習俗においては悪口を用いた祭り（悪口祭・悪態祭）の存在が知られており、悪口の実態を解明するには多くの不明な点が残されている。

### 現存する悪口祭
一年に一度悪口を許される日として各地で見られたが、多くは衰退した。
- 栃木県足利市の大岩毘沙門天の「悪口（あくたい）まつり」[3]
- 茨城県笠間市の愛宕山飯綱神社の「悪態まつり」[4]
- 愛知県設楽町の津具花祭 (霜月神楽) （国重要無形民俗文化財） - 悪態祭りとも呼ばれ、悪口が許される[5]